# Claus Wilcke
Claus Wilcke (Brema, 12 agosto 1939) è un attore e doppiatore tedesco.

## Biografia
Di formazione teatrale, ha debuttato nel mondo cinematografico nel 1958.
È padre degli attori Nicolas Böll e Alexandra Wilcke.

## Filmografia

### Cinema
- Meine 99 Bräute - regia di Alfred Vohrer (1958)
- Die Wahrheit über Rosemarie - regia di Rudolf Jugert (1959)
- Verbrechen nach Schulschluß - regia di Alfred Vohrer (1959)
- Lampenfieber - regia di Kurt Hoffmann (1960)
- Via Mala - regia di Paul May (1961)
- La Signorina Miliardo - regia di Paul May (1961)
- Café Oriiental - regia di Rudolf Schündler (1962)
- Wenn Ludwig ins Manöver zieht - regia di Werner Jacobs (1967)
- Iron Sky - regia di Timo Vuorensola (2012)
- Am Tag als der Regen kam - regia di Gerd Oswald (1959)

### Televisione
- I.O.B. Spezialauftrag - serie TV (1980-1981)
- Sylter Geschichten - serie TV - ruolo da protagonista (1993-1995)
- Verbotene Liebe - serie TV (2011-2012)
- Unter uns - serie TV (2018-2019)

## Doppiaggio
- Elvis Presley in Blue Hawaii
- Lando Buzzanca in Quando le donne avevano la coda
- Michael Been in Amore al primo morso
- Spiros Focás in Il gioiello del Nilo
- Terence Stamp in Smallville